# Винтроп (Њујорк)
Винтроп (енгл. Winthrop) насељено је место без административног статуса у америчкој савезној држави Њујорк.

## Демографија
По попису из 2010. године број становника је 510.
| Група             | 2000.    | 2010.       |
| Белци             | 0 (0,0%) | 474 (92,9%) |
| Афроамериканци    | 0 (0,0%) | 0 (0,0%)    |
| Азијати           | 0 (0,0%) | 2 (0,4%)    |
| Хиспаноамериканци | 0 (0,0%) | 9 (1,8%)    |
| Укупно            | 0        | 510         |